# Жълтоивичеста тръстикова жаба
Жълтоивичестите тръстикови жаби (Hyperolius semidiscus) са вид земноводни от семейство Hyperoliidae.
Срещат се по югоизточното крайбрежие на Южна Африка.
Таксонът е описан за пръв път от английския зоолог Джон Хюит през 1927 година.